# Вальтух, Адольф
Адольф Генрихович Вальтух (англ. Adolphe Wahltuch; 19 мая 1837, Одесса — 25 ноября 1907, Манчестер) — британский медик еврейского происхождения, шахматист и шахматный журналист.

## Биография
Окончил Императорский университет Святого Владимира в Киеве (1860), затем совершенствовался в Праге и Лондоне, в 1863 году получил звание лиценциата в лондонском Королевском колледже врачей. На некоторое время вернулся в Одессу, принимал участие в борьбе с холерой, но затем на постоянной основе обосновался в Манчестере. Опубликовал «Справочник по фармакологии и терапии» (англ. A Dictionary of Materia Medica and Therapeutics; 1868), книгу «О каталепсии» (англ. On Catalepsy; 1869), ряд статей о лечении астмы, применении электротерапии и пр. Как убеждённый сторонник кремирования трупов был одним из учредителей Манчестерского общества кремации, входил в руководящие органы Манчестерской ассоциации медицинской этики.
Вальтух также был сильным шахматистом, основателем шахматного общества Южного Манчестера, многолетним шахматным обозревателем газеты Manchester Weekly Times.

## Семья
Отец — Герц-Генрих Исаакович Вальтух, одесский купец. Мать — Александра.
Жена — Анна Гольдшмидт. Дети — Юлиус-Эли, Клементина (Хина), Алис-Флора, Виктор-Леонард, Мауд, Гетти, Генри.
Часто ошибочно считают Адольфа Вальтуха и его родного дядю Арнольда Исааковича Вальтуха (1822—1910), одесского врача, одним человеком. Двоюродный брат — доктор медицины Иосиф Арнольдович Вальтух (1861—1914).